# Троада
Троада, или Троас, је историјско име за полуострво Бига (модерни тур. Biga Yarımadası) у северозападном делу Анадолије у савременој Турској. На северозападу се налазе Дарданели, на западу Егејско море, а од остатка Анадолије је дели масив који чини планина Ида. Кроз Троаду теку две реке – Скамандар и Симоис, које се спајају у близини рушевина Троје.
Греникос, Кебрен, Симоеис, Рхесос, Рходиос, Хептапорос и Аисепос су седам река Троаде и имена седам божанстава која су по паганским веровањима у њима живели.